# Kind of Blue
Kind of Blue je jazzové album, které v roce 1959 vydal trumpetista Miles Davis. V roce 2002 se stalo jen ve Spojených státech trojnásobně platinovým. Stalo se tak nejprodávanějším jazzovým albem všech dob. Skladby z něj jsou „citovány” na mnoha slavných jazzových albech a v žebříčcích nejlepších desek všech dob se toto album vždy umisťuje na nejvyšších příčkách.

## Koncept
V roce 1958 dal Miles Davis dohromady nejlepší hard bopové hráče té doby. Do konečné sestavy nakonec patřili: altsaxofonista Cannonball Adderley, tenorsaxofonista John Coltrane, pianista Wynton Kelly, kontrabasista Paul Chambers a bubeník Jimmy Cobb. Hrála se směs popových a jazzových standardů, hlavně od Charlieho Parkera, Thelonia Monka, Dizzy Gillespieho, a Tadda Damerona. Skupina zkoušela improvizovat na dané skladby a experimentovat s novými akordy a rytmickými změnami.
Ačkoli Davis vyrůstal převážně na bebopu, nebyl s tímto směrem úplně spokojen. Tvrdil, že změn akordů je v bebopu až přespříliš, což nutně musí brzdit kreativitu interpreta. V roce 1953 vydal pianista George Russell svojí knihu Lydian Chromatic Concept of Tonal Organization, která nabádala k cvičením, která byla založena hlavně na akordových improvizacích. Radil opustit tradiční pojetí mollového a durového ladění a soustředit se spíše na stupnice a posloupnosti stupnic. Toto východisko se stalo klíčovým v novém jazzovém směru, který dostal názvem modální jazz.
Davis byl ovlivněn Russellovými nápady a jeho první modální kompozice byla titulní skladba na albu Milestones (1958). Davis byl s výsledkem spokojen, a tak připravoval celé album modálního jazzu. Pianista Bill Evans — nadšený fanoušek George Russella, ale nedlouho předtím Davisův ansámbl opustil, aby se mohl věnovat své vlastní kariéře. Davis ho ale naštěstí ještě k tomuto nahrávacímu session přemluvil.

## Seznam skladeb
1. So What – 9:22
2. Freddie Freeloader – 9:46
3. Blue in Green – 5:37
4. All Blues – 11:33
5. Flamenco Sketches (take 1) – 9:26
6. Flamenco Sketches (alternative - take 2, je na desce až od roku 1997 jako bonus track) – 9:32

## Nástrojové obsazení
- Miles Davis – trumpeta, vedoucí ansámblu
- Julian "Cannonball" Adderley – altsaxofon (kromě Blue in Green)
- John Coltrane – tenorsaxofon
- Wynton Kelly – piano (pouze v Freddie Freeloader)
- Bill Evans – piano
- Paul Chambers – kontrabas
- Jimmy Cobb – bicí